# Euphorbia sarcostemmoides
Euphorbia sarcostemmoides är en törelväxtart som beskrevs av James Hamlyn Willis. Euphorbia sarcostemmoides ingår i släktet törlar, och familjen törelväxter. Inga underarter finns listade i Catalogue of Life.